# Charles Dormer, II conte di Carnarvon
Charles Dormer, II conte di Carnarvon (Londra, 25 ottobre 1632 – Wing, 29 novembre 1709), era figlio del primo Conte di Carnarvon e di sua moglie Lady Anna Sphia Herbert, figlia del Conte di Pembroke.

## Biografia

### Giovinezza ed educazione
Fu battezzato presso la chiesa di St Benet a Londra. Dormer compì gli studi presso l'università di Oxford, dove concluse la sua formazione nel 1648. Nel 1643, alla morte del padre, caduto durante la guerra civile inglese mentre combatteva per re Carlo I Stuart, ereditò i titoli di barone Dromer e di conte di Carnarvon.

### Matrimoni
Charles Dormer si sposò per due volte. La prima volta con Elizabeth Capel, figlia del primo barone Capel, attorno al 1653 e la seconda con Lady Mary Bertie, figlia del secondo Conte di Lindsey. Ebbe due figlie e ter figli dalla seconda moglie, ma morirono tutti in tenera età.

### Morte
Morì nella residenza di famiglia, Ascott House, e venne sepolto presso Wing, nella regione del Buckinghamshire. Con la sua morte, il titolo di Conte di Carnarvon si estinse per la prima volta, mentre la baronia venne ereditata da Rowland Dormer, nipote del secondo figlio del primo barone Dormer.

## Ascendenza
|                                                              |                                     |                                      | Genitori                           |  |  | Nonni |  |  | Bisnonni                       |  |  | Trisnonni      |  |
|                                                              |                                     |                                      |                                    |  |  |       |  |  | Robert Dormer, I barone Dormer |  |  | William Dormer |  |
|                                                              |                                     |                                      |                                    |  |  |       |  |  | Robert Dormer, I barone Dormer |  |  | William Dormer |  |
|                                                              |                                     | Dorothy Catesby                      |                                    |  |  |       |  |  | Robert Dormer, I barone Dormer |  |  |                |  |
| William Dormer                                               |                                     |                                      |                                    |  |  |       |  |  | Robert Dormer, I barone Dormer |  |  |                |  |
|                                                              |                                     | Elizabeth Browne                     | Anthony Browne, I visconte Montagu |  |  |       |  |  |                                |  |  |                |  |
|                                                              |                                     | Elizabeth Browne                     | Anthony Browne, I visconte Montagu |  |  |       |  |  |                                |  |  |                |  |
|                                                              |                                     | Elizabeth Browne                     | Magdalen Dacre                     |  |  |       |  |  |                                |  |  |                |  |
| Robert Dormer, I conte di Carnarvon                          |                                     | Elizabeth Browne                     |                                    |  |  |       |  |  |                                |  |  |                |  |
|                                                              |                                     | Richard Molyneux, I baronetto        | William Molyneux                   |  |  |       |  |  |                                |  |  |                |  |
|                                                              |                                     | Richard Molyneux, I baronetto        | William Molyneux                   |  |  |       |  |  |                                |  |  |                |  |
|                                                              |                                     | Richard Molyneux, I baronetto        | Bridget Caryll                     |  |  |       |  |  |                                |  |  |                |  |
| Alice Molyneux                                               |                                     | Richard Molyneux, I baronetto        |                                    |  |  |       |  |  |                                |  |  |                |  |
|                                                              |                                     | Frances Gerard                       | Gilbert Gerard                     |  |  |       |  |  |                                |  |  |                |  |
|                                                              |                                     | Frances Gerard                       | Gilbert Gerard                     |  |  |       |  |  |                                |  |  |                |  |
|                                                              |                                     | Frances Gerard                       | Anne Ratcliffe                     |  |  |       |  |  |                                |  |  |                |  |
| Charles Dormer, II conte di Carnarvon                        |                                     | Frances Gerard                       |                                    |  |  |       |  |  |                                |  |  |                |  |
|                                                              | Henry Herbert, II conte di Pembroke | William Herbert, I conte di Pembroke |                                    |  |  |       |  |  |                                |  |  |                |  |
|                                                              | Henry Herbert, II conte di Pembroke | William Herbert, I conte di Pembroke |                                    |  |  |       |  |  |                                |  |  |                |  |
|                                                              | Henry Herbert, II conte di Pembroke | Anne Parr                            |                                    |  |  |       |  |  |                                |  |  |                |  |
| Philip Herbert, IV conte di Pembroke e I conte di Montgomery | Henry Herbert, II conte di Pembroke |                                      |                                    |  |  |       |  |  |                                |  |  |                |  |
|                                                              |                                     | Mary Sidney                          | Henry Sidney                       |  |  |       |  |  |                                |  |  |                |  |
|                                                              |                                     | Mary Sidney                          | Henry Sidney                       |  |  |       |  |  |                                |  |  |                |  |
|                                                              |                                     | Mary Sidney                          | Mary Dudley                        |  |  |       |  |  |                                |  |  |                |  |
| Anna Sophie Herbert                                          |                                     | Mary Sidney                          |                                    |  |  |       |  |  |                                |  |  |                |  |
|                                                              |                                     | Edward de Vere, XVII conte di Oxford | John de Vere, XVI conte di Oxford  |  |  |       |  |  |                                |  |  |                |  |
|                                                              |                                     | Edward de Vere, XVII conte di Oxford | John de Vere, XVI conte di Oxford  |  |  |       |  |  |                                |  |  |                |  |
|                                                              |                                     | Edward de Vere, XVII conte di Oxford | Margery Golding                    |  |  |       |  |  |                                |  |  |                |  |
| Susan de Vere                                                |                                     | Edward de Vere, XVII conte di Oxford |                                    |  |  |       |  |  |                                |  |  |                |  |
|                                                              |                                     | Anne Cecil                           | William Cecil, I barone Burghley   |  |  |       |  |  |                                |  |  |                |  |
|                                                              |                                     | Anne Cecil                           | William Cecil, I barone Burghley   |  |  |       |  |  |                                |  |  |                |  |
|                                                              |                                     | Anne Cecil                           | Mildred Cooke                      |  |  |       |  |  |                                |  |  |                |  |
|                                                              |                                     | Anne Cecil                           |                                    |  |  |       |  |  |                                |  |  |                |  |